# Eutichurus valderramai
Eutichurus valderramai är en spindelart som beskrevs av Alexandre B. Bonaldo 1994. Eutichurus valderramai ingår i släktet Eutichurus och familjen sporrspindlar.
Artens utbredningsområde är Colombia. Inga underarter finns listade i Catalogue of Life.